# Monogastrier
Monogastrier (von gr.: γαστήρ, gastēr – Magen) sind Lebewesen, die nur einen Magen besitzen oder deren Magen einteilig ist.
Da Wirbeltiere kein Enzym besitzen, welches die Zellulose spaltet, sind sie bei ihrer Verdauung auf die Hilfe von Mikroorganismen angewiesen, um die darin enthaltene Energie nutzen zu können.
Bei einigen Monogastriern (beispielsweise den Pferdeartigen) übernimmt der Blinddarm diese Funktion. Hasentiere verbessern ihre Energieausbeute, indem sie ihren Blinddarmkot ein weiteres Mal fressen. Beim Hoatzin dient der Kropf der Zelluloseverdauung. Andere Monogastrier wie Menschen und Schweine nutzen Zellulose nicht als Nahrungsquelle, sondern sie bildet für sie zusammen mit Hemizellulose, Pektin und Lignin den Hauptanteil der Ballaststoffe.

## Polygastrier
Im Gegensatz zu den Monogastriern besitzen Wiederkäuer, Kamele, Languren und Rote Riesenkängurus gekammerte Mägen (Polygastrier). Ein Teil davon, bei den Wiederkäuern ist es der Pansen, dient zur Verdauung der Zellulose durch Mikroorganismen.